# 三鬼隆

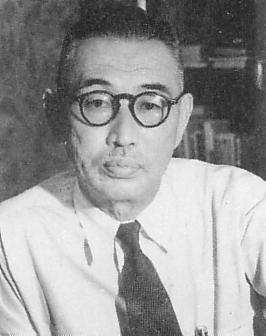
三鬼隆

三鬼 隆（みき たかし、1892年1月14日 - 1952年4月9日）は、日本の実業家。第二次世界大戦後に日本製鐵（現・日本製鉄）社長を務め、日鐵解体後は八幡製鐵の初代社長となった。日本経営者団体連盟（旧日経連）の第2代会長（代表常任幹事）を務めるなど財界に重きをなしたが、航空機事故（もく星号墜落事故）で遭難死した。父は実業家・政治家の三鬼鑑太郎。長男は元新日本製鐵会長の三鬼彰。

## 生涯

### 生い立ち
1892年（明治25年）、岩手県盛岡市に生まれる。父の三鬼鑑太郎は当時岩手県庁の官吏であったが、のちに実業界（花巻軽便鉄道社長）から衆議院議員（1936年当選）に転身する人物である。五男四女の二男であるが、兄が夭折しているために、実質的には長男として育っている。
盛岡師範学校付属小学校（現在の岩手大学教育学部附属小学校）を卒業後、盛岡中学（現在の岩手県立盛岡第一高等学校）に入学。第二高等学校を経て、東京帝国大学（現在の東京大学）に入学。1917年、東京帝国大学法科大学独法科を卒業。卒業後は1年間、就職浪人生活を送った。

### 釜石と三鬼

#### 田中鉱山と「真道会」発足
1918年（大正7年）に父の友人である鶴見左吉雄の伝手で田中鉱山東京本社（釜石鉱山を経営する、日本製鉄の源流企業のひとつ）に入社。田中鉱山は1917年に株式会社組織に改組したばかりで、依然として田中家の一族が経営する商家の雰囲気を残していたという。三鬼は東京帝大卒の法学士としては最初の採用で、社長の長男・田中長一郎の下で調査課に配属された。1919年（大正8年）11月から12月にかけて、釜石では激しい労働争議が展開された。このさなかの12月、三鬼は本社から釜石に派遣され、連絡員の役割を務める。翌年3月には田中鉱山釜石鉱業所の庶務主任として釜石に転任することとなった。
1920年（大正9年）2月11日、激しい争議の「苦い経験に鑑み」、労使協調組織（工場委員会）として「真道会」が発足したが、その発案者は三鬼と見なされている。「真道会」は、子弟・家族のための学校設立（工業補習学校や裁縫教授所）、休憩所への洗面所設置、葬儀用具の貸与など、家族をも含めた生活一般にわたる事柄を扱い、水泳場・理髪室の設置や、文化サークルの設立など、企業内の福利厚生を実現させた。1920年（大正9年）11月14日には職員・職工・家族が参加する「大運動会」が鈴子公園グラウンドで盛大に開催された。運動会には労使協調の雰囲気づくりが意図としてあるとみなされるが、当時の上司には理解されず、翌年には運動会は行われず、活動写真を上映する慰安会が行われるにとどまった。三鬼も「不本意」な形で本社に転勤となった。

#### 三井のもとで
第一次世界大戦後の不況により、1924年（大正13年）に鉱山の経営は三井に譲渡された。三鬼は釜石鉱山本店・庶務主任となるが、釜石鉱山会長・牧田環の秘書として抜擢され、1928年（昭和3年）に釜石鉱業所庶務課長として再び釜石に赴任する。釜石に戻ってきた三鬼は、かつては遊びと見なされたスポーツの愛好者が増え、非公式ながら「競技部」ができたことに気をよくしたという。1931年（昭和6年）に釜石鉱業所事務長に昇任。
会社主催での大運動会も復活し「釜石市の名物」として定着することとなった。また、三鬼を中心として職員の文化（謡曲）やスポーツのサークルも組織化される（これについて高木俊之は、課長クラスの職員との交流・薫陶の場として機能していたと分析している）。陸上競技部には佐々木正雄（短距離走）・和賀行男（走高跳・十種競技）・横田孝（砲丸投）ら全国レベルの選手が三鬼に招聘されて籍を置くようになり、三鬼が部長として強化に当たった硬式野球部は、のちに都市対抗野球大会（1938年、第12回）に出場するに至っている。また、三鬼は釜石町の野球協会会長をも務め、地域社会のスポーツ振興にもあたった。
なお、「真道会」は地方選挙とのかかわりにおいても特筆される。釜石町では1925年5月に行われた町議会議員選挙が初の「普通選挙」となったが、この選挙で「真道会」は推薦候補7名（職員2名、職工3名、「請負人」と呼ばれた労働者供給業者2名）を町議会議員に当選させた。次の1929年（昭和4年）の町議会議員選挙では、三鬼も含め10人が町会議員に選出された（釜石町議会の議員定数は30であったため、3分の1を製鐵所関係者が占めたことになる）。三鬼はこの1929年（昭和4年）から釜石町会議員を3期務めた。1933年（昭和8年）には昭和三陸地震に際会し、救済活動に尽力した。

#### 日本製鐵にて
1934年（昭和9年）の製鉄大合同に伴い日本製鐵（日鐵）が発足すると、日鐵参事兼釜石製鉄所の庶務部長に就任。第5代の釜石製鉄所所長・古井保太郎及び第6代の藤田俊三のもとで事務長も務めた。1937年（昭和12年）に日鐵理事。

### 戦時期
1938年（昭和13年）、日鐵が朝鮮北部の清津に製鉄所を建設することとなり、三鬼は清津製鉄所所長に内定して本社に転任、釜石を離れた。1939年（昭和14年）、清津製鉄所長。
1940年（昭和15年）に日鐵取締役、1943年（昭和18年）八幡製鉄所次長、1945年（昭和20年）八幡製鉄所長。

### 第二次世界大戦後
第二次世界大戦後、日本製鐵社長の渡辺義介がGHQによって追放されたため、三鬼は「図らずして」日鐵社長となる。1946年（昭和21年）日本鉄鋼連盟会長、経団連常務理事。1947年（昭和22年）に経済安定本部顧問。1948年（昭和23年）に日本経営者団体連盟会（日経連）代表常任理事。同年、兵器処理委員会に関する問題で、衆議院不当財産取引調査特別委員会に証人喚問された。
戦時体制下につくられた電力国家統制（日本発送電と9配電事業体制による）の「民主化」方策を検討するため、1949年（昭和24年）に商工大臣の諮問機関として電気事業再編成審議会が設置されると、5人の委員の1人となった。三鬼は日本発送電を縮小して残す提案を行い、委員多数の支持を得た。これに対して松永安左衛門は「9地域・9送発電体制」を唱えた（日本発送電参照）。結果として戦後の電力業界はGHQによるポツダム命令としての電気事業再編成令が発令される形で松永の案に近い「九電力体制」となった。
1950年（昭和25年）、過度経済力集中排除法により日鐵が解体されると、八幡製鐵初代社長となる。
全国鉄鋼復興会議議長、日本鉄鋼連合会会長など業界活動や、経済復興会議副議長、会長として財界活動も歴任。和の精神の経営者とされる。
1952年（昭和27年）4月9日、日航機もく星号墜落事故で遭難死した。61歳没。

## 人物
- 学生時代、スポーツをやりすぎ、二高の受験に失敗して一年浪人した。早稲田予備校に通ったが、野球は続け、二高では野球部で第一期黄金時代を築く。
- 1913年（大正2年）9月、東京帝国大学（現東京大学）に進んだが、花札や芸者遊び、三味線や小唄・踊りなどに金をかけたため、洋服類を質に入れることも再三だった。質屋の主人とは、八幡製鉄社長になっても交際があった。芸能面の経験は、後年、実業界の重鎮となる社交性を身につけるのに役だったという。
- 日本製鐵社長時代の直属の部下・永野重雄を育てたことが大きな功績として挙げられる[23]。
- 田中鉱山時代に釜石製鉄所で働いていた三鬼は、次長の中田義算に企画した運動会を皆の前で批判されるなど厳しく当たられていた。後年三鬼が大会社である日本製鐵の社長となった際、中田が創設間もない岩手木炭製鉄への大型出資を頼んだところ、旧怨を差し置いて願いを受け入れた。これはなかなか出来ることではないと両者の関係をよく知る藤田俊三（釜石製鉄所第6代所長）が語っている[24]。

## 略歴
- 1918年:田中鉱山株式会社に入社
- 1920年:田中鉱山釜石鉱業所庶務主任
- 1929年:釜石町会議員
- 1939年:釜石市会議員
- 1939年:清津製鉄所所長
- 1945年:日本製鐵八幡製鐵所所長
- 1946年:日本製鐵社長
- 1947年:経済安定本部顧問
- 1950年:過度経済力集中排除法により日本製鐵が八幡製鐵と富士製鐵等へ分割されたのに伴い、八幡製鐵社長へ就任。

## 備考
- 三鬼が航空事故死した時に15歳だった娘は4年後に日本航空のスチュワーデスとなった。娘は父の航空事故死を乗り越えて、スチュワーデスを「女性の立派な職業」と語り、女性の自活のための仕事選択と家族の不幸を混同しなかったことが話題を呼んだ。
- 釜石市中妻町には三鬼隆の銅像がある[19]。1953年3月に、スポーツ振興などで地元に貢献した三鬼の遺徳をしのんで建立されたもの[19]。
- お笑いタレント・出川哲朗の母方大伯父にあたる[25]。隆の弟の誠が宮城県塩竈市で海苔問屋を営んでいた石井家に婿養子に入り[26][27]、誠の娘の泰子が神奈川県横浜市の海苔問屋「蔦金商店」を営む出川家に嫁いだ[28][27]。泰子が哲朗の母に当たる。出川の実家の物語についてはNHK総合の『ファミリーヒストリー』（2012年12月10日放送）などで数度取り上げられているが[27]、出川は番組の企画で知らされるまで三鬼家との縁戚関係を知らなかったという[29]。以後、出川が「華麗なる一族」に連なるとしてしばしばメディアの題材となっている。のちに出川はテレビ東京のバラエティ番組『出川哲朗の充電させてもらえませんか?』（2019年8月16日）で、三鬼隆ゆかりの地・釜石を訪れている[30]。